# پسران نابینای آلاباما
پسران نابینای آلاباما (انگلیسی: The Blind Boys of Alabama) گروه موسیقی آمریکایی است. این گروه فعالیت خود را از ۱۹۳۹ شروع کرد و تا کنون برنده ۵ جایزهٔ گرمی شده‌است.